# Claude Marie Gustave de Damas
 (février 2024).
Si vous disposez d'ouvrages ou d'articles de référence ou si vous connaissez des sites web de qualité traitant du thème abordé ici, merci de compléter l'article en donnant les références utiles à sa vérifiabilité et en les liant à la section « Notes et références ».
Claude de Damas (Montbrison (Loire), 26 décembre 1786 - Téhéran, 18 novembre 1842), a été un officier de l'armée française. 

## Famille
Claude Marie Gustave de Damas est né le 23 décembre 1786 à Montbrison (Loire). Il est le fils aîné de Casimir Abraham Claude Marie de Damas du Rousset (dit de Damas) (1759-1837), chevalier de Malte, et de Jeanne-Louise Henrys d'Aubigny. 
Il est le chef de la branche aînée de la famille de Damas, issue des Guy-Châtillon, comtes de Forez, anciens comtes de Syrie, d'Antioche, de Ptolémaïs et de Damas.

## Enfance
Ses parents, en émigrant en 1790, le laissèrent à un nourricier qui lui fit garder ses troupeaux. La tête de l'enfant noble fut néanmoins mise à prix ; mais le père nourricier le déroba à toutes les recherches. Plus tard, sa mère rentrée furtivement, le conduisit dans un couvent de capucins du Valais, où il devint enfant de chœur.

## Engagement maçonnique
Il est initié en 1808 dans la loge La Concorde de Strasbourg.

## Carrière militaire

### L'Empire
Lors de la conquête de la Suisse, le jeune Damas rentra en France, s'engagea, devint sous-lieutenant de dragons, se distingua partout : en Allemagne, en Prusse, en Espagne, en Portugal, mérita la bienveillance de l'Empereur, et compta autant de blessures graves, de chevaux tués sous lui que de campagnes.
De retour à Hanau, après avoir fait les campagnes de Russie et de Saxe, il fut désigné dans le nombre des officiers chargés de présenter à l'impératrice les drapeaux pris aux Bavarois.        
L'Empereur, à son arrivée à Paris, lui donna le commandement d'un corps de partisans qu'il était chargé d'organiser à Lyon pour s'opposer à l'invasion.
Malgré le mauvais vouloir du maréchal Augereau, il parvint, aidé par Pierre-Marie Taillepied de Bondy, préfet du Rhône, à réunir trois à quatre mille hommes dont Augereau ne sut pas ou ne voulut pas tirer parti, mais qui, commandés par Gustave de Damas, ne laissèrent pas de faire beaucoup de mal aux Autrichiens dans plus de vingt rencontres.

### Retour de la monarchie
A la Restauration, il fut repoussé par sa famille, persécuté comme bonapartiste, exilé, emprisonné.
Après les Cent-Jours, les persécutions recommencèrent. M. de Damas dut, pour soutenir sa famille, devenir tour à tour maître d'armes, professeur de dessin, journaliste et jardinier fleuriste. Rallié à la Révolution de 1830, il ne tarda pas à faire de l'opposition à la royauté de Louis-Philippe Ier ; il fut mêlé aux événements de novembre 1831, emprisonné et forcé de se retirer en Suisse, après s'être échappé de sa prison.

### L'expérience italienne
Les patriotes italiens conspiraient alors pour l'affranchissement de l'Italie et du Piémont. L'adjudant-général Gustave de Damas reçut des communications des principaux chefs ; des députations polonaises lui furent envoyées. On le nomma général de l'expédition. Mais, dégoûté bientôt de s'être mêlé de cette affaire, il envoya sa démission et fut remplacé par Ramorino.
Malgré les avis de M. de Damas, les conspirateurs essayèrent un mouvement qui fut très malheureux. On eut de nouveau recours à lui et il rentra dans la conspiration, peut-être pour empêcher les patriotes de se perdre tout à fait, en tentant une nouvelle échauffourée ; mais les magistrats de Genève le renvoyèrent comme dangereux. Il fut errant pendant quelque temps et finit par obtenir la permission de résider dans le pays de Gex.

### La fin en Perse
Plus tard, il ira en Perse organiser les armées du Shah, qui le nommera Graaft Serdaren (Maréchal de Perse). Il passera ensuite en Égypte où il sera blessé à la bataille de Nezib en 1839.
Il meurt le 18 novembre 1842 du choléra, à Téhéran, quelques heures après sa troisième femme.

## Mariage et descendance
Claude de Damas se mariera trois fois :
(1) en 1819 avec Joséphine-Julie-Alexandrine Glezolles (1797-1826), dont :
- Octave (1823-1899)
- Sidonie (1826-1890)

(2) avec Nn, dont :
- Joseph Louis Alexandre (1837- )

(3) avec Augustine-Zélie de Laforest (+1842)

## Source
« Claude Marie Gustave de Damas », dans Charles Mullié, Biographie des célébrités militaires des armées de terre et de mer de 1789 à 1850, 1852 [détail de l’édition]